# St.-Paul-Kloster (Bremen)

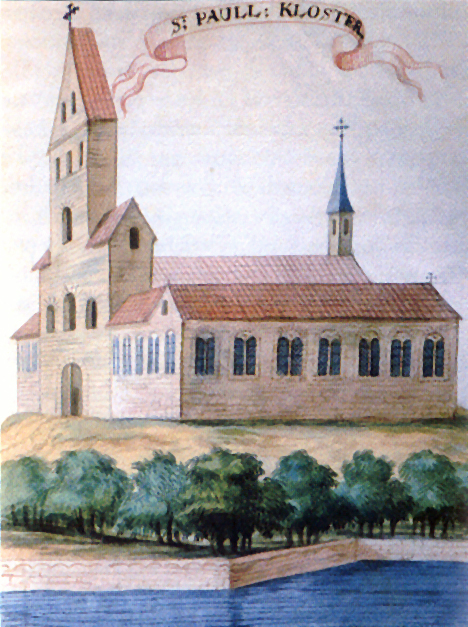
Das Paulskloster in der Renner-Chronik aus dem 17. Jahrhundert

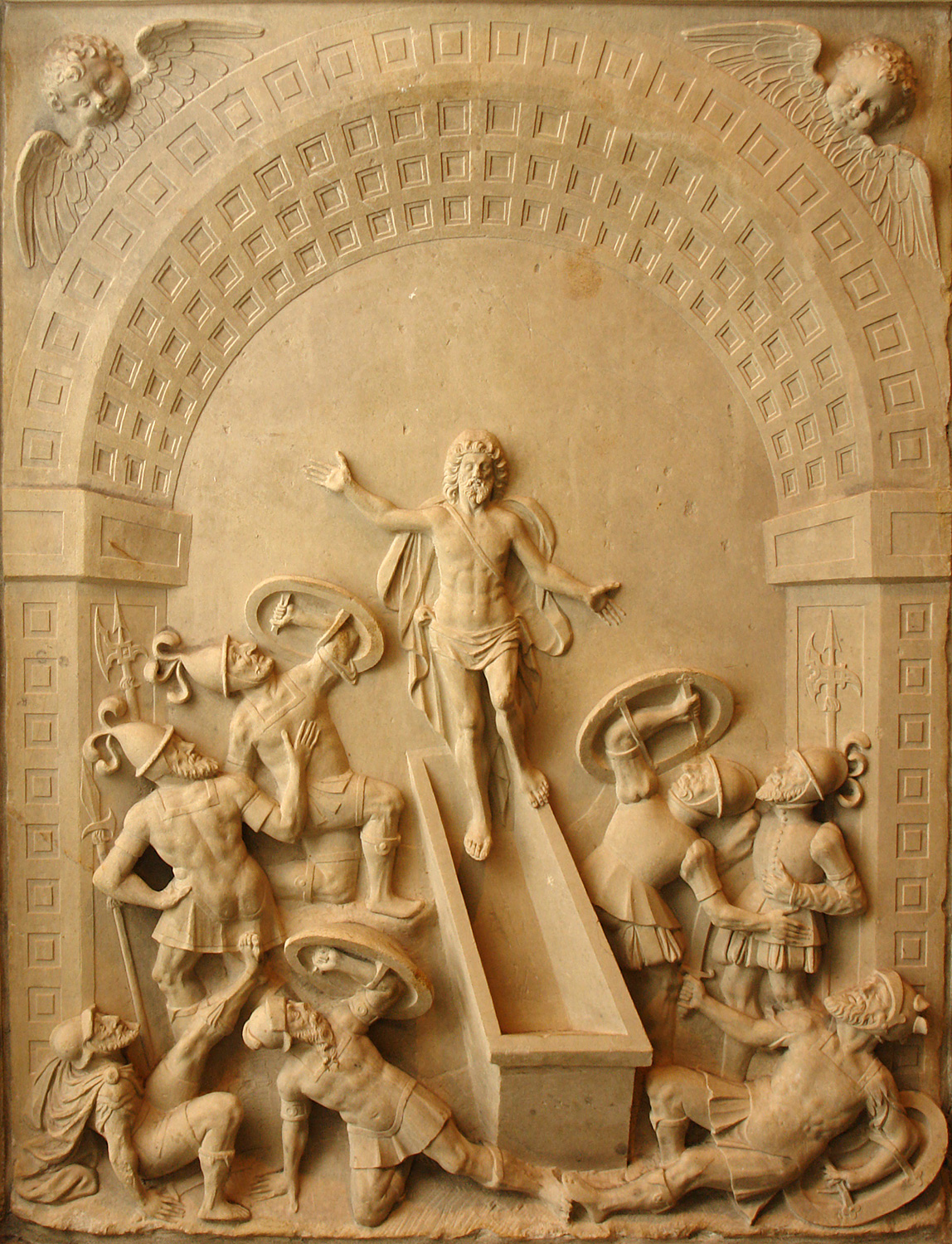
Epitaph für Gerhard Vaget, letzter Abt des Paulsklosters

Das St.-Paul-Kloster, kurz auch Paulskloster vor Bremen genannt, war ein Benediktinerkloster vor dem Ostertor Bremens, das von 1050 bis 1523 bestand und heute nicht mehr erhalten ist. Das Kloster befand sich auf einer Erhebung der Bremer Düne vor den Toren der Stadt im westlichen Teil des heutigen Ostertorviertels nahe der Straße Beim Paulskloster.

## Geschichte
Das Kloster wurde zweimal gegründet:
Die Chronik Adams von Bremen berichtet um 1050, Erzbischof Adalbert I. habe aus den Gütern des von Anschar gestifteten Hospitals drei „Propsteien“ in Bremen eingerichtet, darunter als dritte die ‚sancto Paulo‘ geweihte. Nach wenigen Jahrzehnten war diese anscheinend verfallen, denn ein Mann namens Thrubertus stiftete an gleicher Stelle ein neues Kloster, das 1139 vom Erzbischof Adalbert II. in seinen Schutz genommen wurde. Es wurde zum wirtschaftlichen Zentrum der Vorstadt vor dem Ostertor, die bis ins 16. Jahrhundert als ‚Sankt-Pauli-Vorstadt‘ bezeichnet wurde.
Die Straßen Beim Paulskloster, Klosterpfad, Paulistraße, Kreuzstraße und die Pauliner Marsch im Ostertorviertel erinnern heute noch an seinen einstigen Standort. Neben dem Kloster bestand ein Wirtschaftshof in Elsfleth-Huntorf und das Klostervorwerk mit Bäckerei, Brauerei und Ställen. Darüber hinaus verfügte es über ein Infirmarium (eine Krankenstation). Das Kloster verlor bereits im 12. Jahrhundert zunehmend an Bedeutung.
Nach der Reformation wurde das unmittelbar vor der Bremer Stadtmauer liegende Kloster 1523 abgerissen – vermeintlich aus Gründen der Verteidigungsmöglichkeit des nahen Ostertors. Mit den Steinen des Klosters wurde die Straße von der kleinen Weserbrücke bis zum Warturm gepflastert.  Der „Schatz“ des Klosters wurde vom Bremer Rat vereinnahmt. Im Schmalkaldischen Krieg 1547 flohen die Mönche in die Stadt. Danach wurden auch die Wirtschaftsgebäude entfernt. Der letzte Abt Gerhard Vaget starb 1567, sein Epitaph aus dem St.-Petri-Dom befindet sich heute im Dom-Museum. Im 17. Jahrhundert wurde im Zuge des Festungsbaus auch der St. Pauliberg zugunsten des Ausbaus der Ostertorbastion eingeebnet.
Auf dem Gelände des Klosters wurde im 17. Jahrhundert die Rungesche Brauerei errichtet, die 1857 zur St. Pauli-Brauerei umbenannt wurde. Heute (2014) befindet sich auf dem Gelände u. a. die Wohnbauten im Milchquartier.

### Äbte
Die Liste folgt Luise Michaelsen. Die Einträge geben Namen und älteste und jüngste überlieferte Erwähnung an.
- Bertold: 1132 und 1147
- Segebodo von Uthlede: 1174 und 1214, ein Bruder von Fürsterzbischof Hartwig II.
- Hermann (I.) von Buxthoeven: 1217 und 1218, Neffe des vorigen, Bruder von Bischof Albert von Buxthoeven, dem er nach Livland folgte
- Conrad: 1225 und 1227
- Heinrich (I.): 1235 und 1244
- Otto von Oldenburg: 1257 und 1261, wechselte ans Kloster Rastede
- Willekin von Mercele: 1277 und 1282, kam von Rastede
- Johann (I.): 1290 und 1291
- Wernbert: 1297 und 1311
- Albert: 1318
- Johann (II.): 1331 und 1345
- Erpo: 1350 und 1356
- Hermann (II.) von Bunnekemolen: 1358 und 1376
- Johann (III.) von Bolne: 1387 und 1399
- Friedrich Harkenstele: 1399–1403
- Johann (IV.) Harpstede: 1409 und 1428
- Heinrich (II.) Pulle: 1435 und 1445
- Johann (V.): 1446
- Heinrich (III.): 1452 und 1459
- Herbord Zierenberg: 1463 und 1499, Bruder des Ratsherren Heinrich Zierenberg
- Gerhard (I.) Wempe: 1497 und 1504
- Arnd Soltouw: 1505
- Heinrich (IV.) Junge (alias Hinrich Wildeshusen): 1507 und 1524
- Gerhard (II.) Oldenzell: 1525 und 1540
- Johann (VI.) Wiedenbrügge: 1541 und 1550
- Gerhard (III.) Vaget (alias Vogt): 1551–1567